# Thạc Gián
Thạc Gián là một phường thuộc quận Thanh Khê, thành phố Đà Nẵng, Việt Nam.

## Địa lý
Phường Thạc Gián có vị trí địa lý:
- Phía bắc giáp phường Chính Gián
- Các phía còn lại giáp quận Hải Châu.

Phường Thạc Gián có diện tích 1,29 km², dân số năm 1999 là 41.802 người, mật độ dân số đạt 32.404 người/km².

## Lịch sử

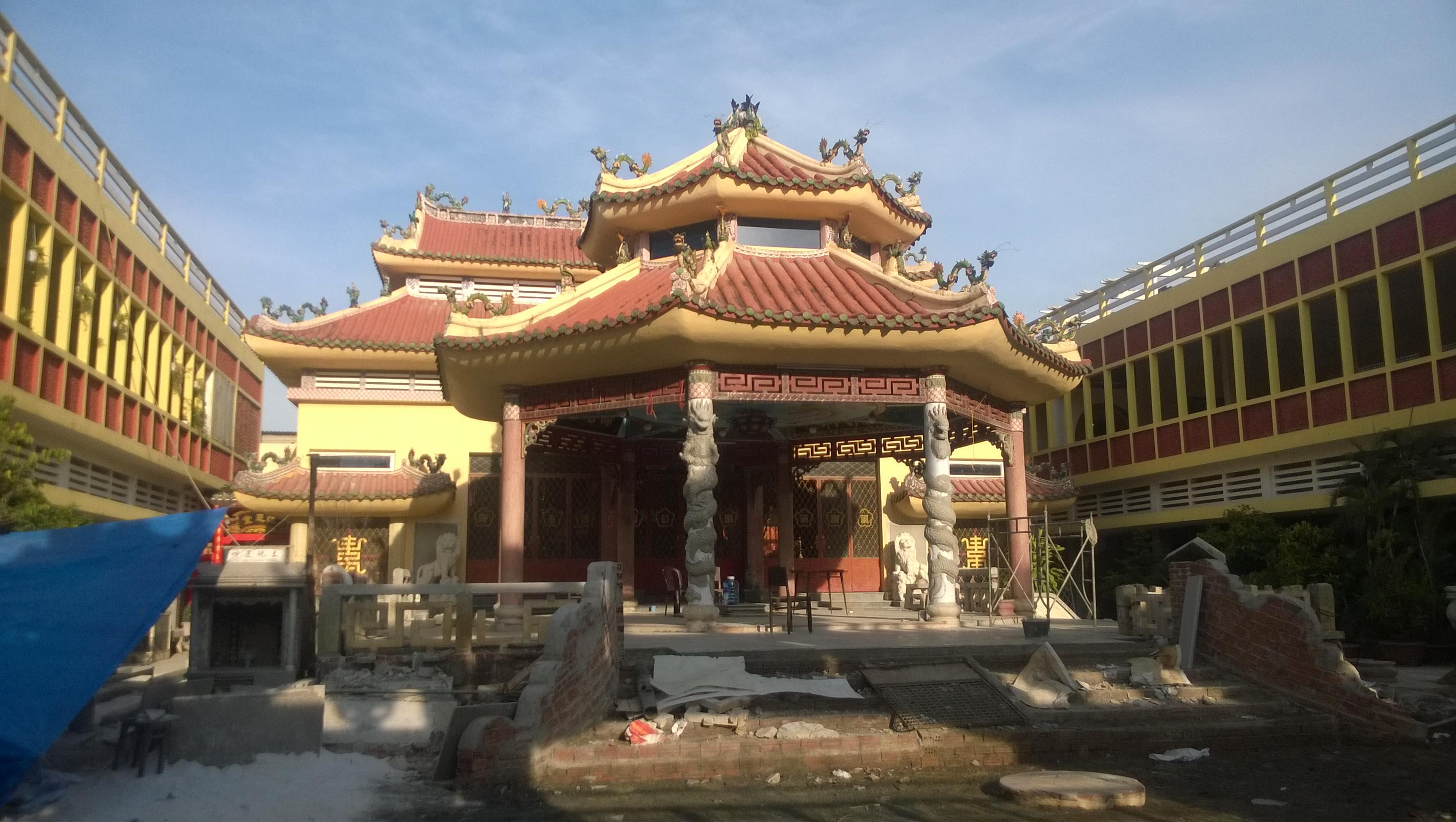
Chiêu Ứng tự

Trước đây, địa bàn phường Thạc Gián có chứa một phần phường Vĩnh Trung và phường Chính Gián hiện nay.
Ngày 24 tháng 10 năm 2024, Ủy ban Thường vụ Quốc hội ban hành Nghị quyết số 1251/NQ-UBTVQH15 về việc sắp xếp đơn vị hành chính cấp huyện, cấp xã của thành phố Đà Nẵng giai đoạn 2023 – 2025 (nghị quyết có hiệu lực từ ngày 1 tháng 1 năm 2025). Theo đó, sáp nhập toàn bộ 0,51 km² diện tích tự nhiên và quy mô dân số là 20.174 người của phường Vĩnh Trung vào phường Thạc Gián.
Phường Thạc Gián có 1,29 km² diện tích tự nhiên và quy mô dân số là 41.802 người.

## Văn hóa

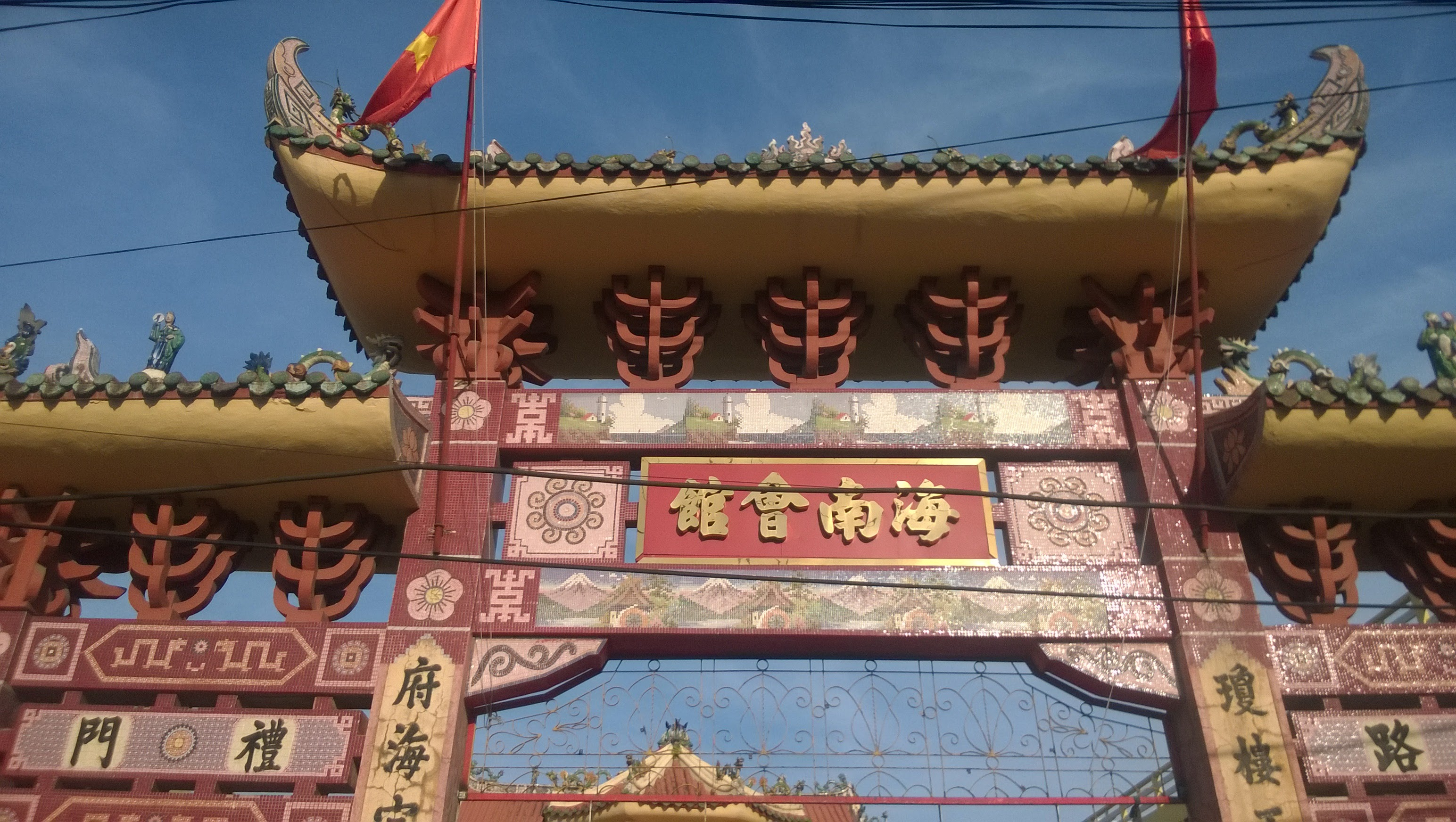
Chiêu Ứng tự

Vì thế nên đình làng Thạc Gián - được xếp hạng di tích quốc gia - hiện nay lại đang nằm trên địa bàn phường Chính Gián.